# 김홍규 (1962년)
김홍규(金洪奎, 1962년 1월 6일~)는 대한민국의 정치인이다. 제34대 강릉시장이다.

## 학력
- 중앙초등학교(졸업)
- 강릉중학교(졸업)
- 강릉명륜고등학교(졸업)
- 관동대학교(무역학 학사)
- 관동대학교(경영학 석사)
- 관동대학교(무역학 박사)

## 경력
- 1995.10~1998.06: 제5대 강릉시의회 의원
- 1998.07~2002.06: 제6대 강릉시의회 의원
- 2002.07~2006.06: 제7대 강릉시의회 의원
  - 제7대 강릉시의회 전반기 부의장
- 관동대학교 총동문회 부회장
- 강릉명륜고등학교 총동문회 부회장
- 2006.07~2010.06: 제8대 강릉시의회 의원
  - 2008.07~2010.06: 제8대 강릉시의회 후반기 의장
- 강릉시 공직자윤리위원회 부위원장
- 한국광물자원공사 감사
- 민주평화통일자문회의 상임위원
- 강원도 시군장협의회 부회장
- 새마을운동 강릉시지회 지회장
- 국민의힘 중앙위원회 해양수산위원회 부위원장
- 강릉시 종합자원봉사센터 이사장
- 강릉성덕등불학교 교장
- (주)관동공업사 대표
- 2022.07~: 제34대 민선 8기 강원도 강릉시장

## 역대 선거 결과
|  | 23.64% |

|  | 64.5% |

|  | 56.03% |

|  | 0% |

|  | 12.92% |

|  | 0% |

|  | 43.92% |

| 전임 김한근 | 제34대 강원도 강릉시장(민선) 2022년 7월 1일~2023년 6월 10일 | 후임 (강원특별자치도 강릉시로 승격) |

| 전임 (강원도 강릉시로 승격) | 제34대 강원특별자치도 강릉시장(민선) 2023년 6월 11일~ |  |